# Гильфердинг, Иван Фёдорович
Иван Фёдорович Гильфердинг (1771—1836) — офицер Русской императорской армии, коллежский советник, педагог и переводчик.

## Биография
Иван Гильфердинг родился 28 марта (8 апреля) 1771 года в городе Москве; происходил из венгерских дворян, католического вероисповедания, в Россию переселился ещё его дед в царствование Елизаветы Петровны. Учился в Московском университете и в 1790 году произведён в студенты. 

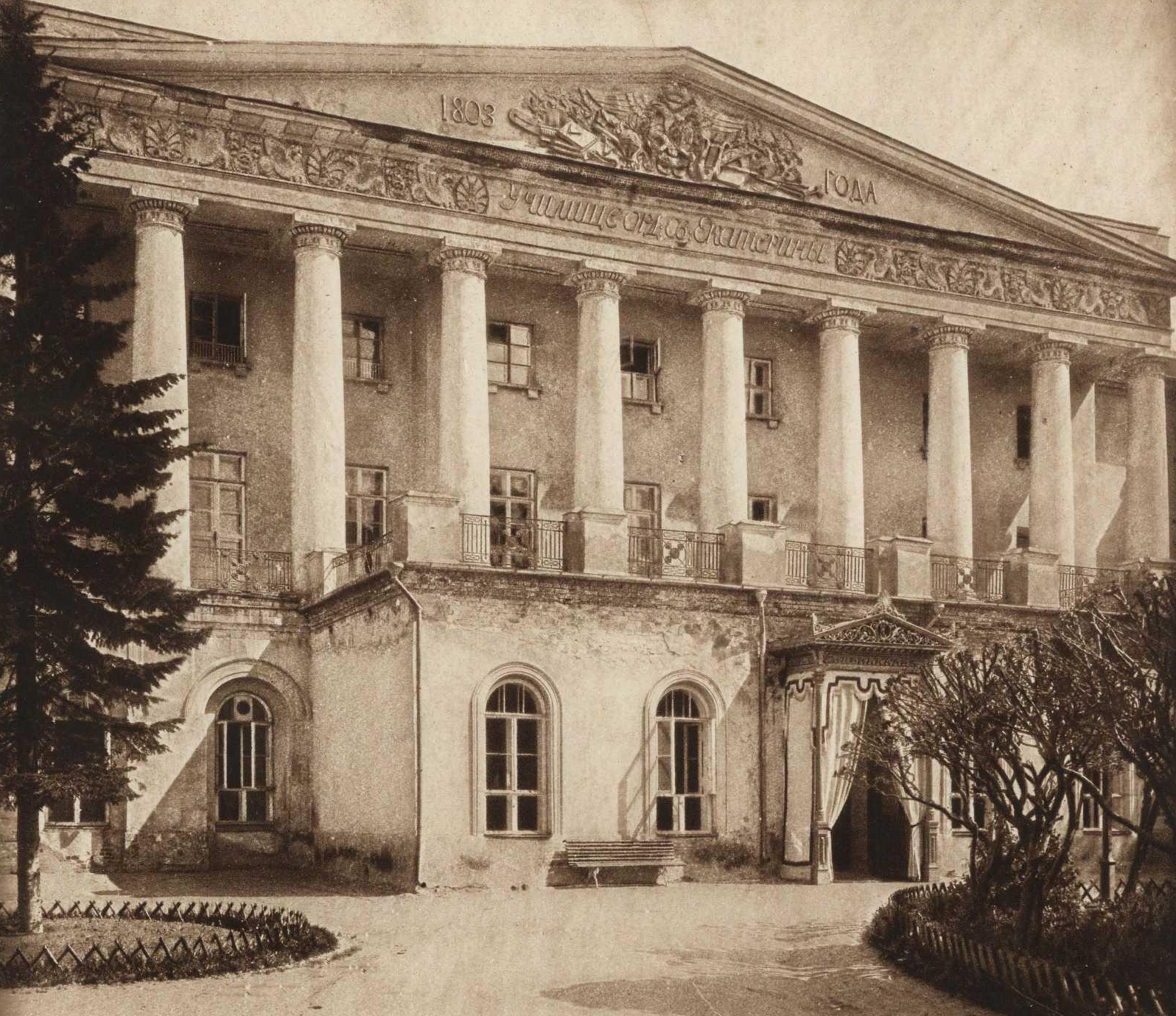
Екатерининский институт

1 апреля 1791 года Иван Фёдорович Гильфердинг поступил на военную службу сержантом в Азовский мушкетёрский полк; в 1794 году во время польской войны участвовал в сражениях при Крупчицах, Бресте и Кобылке и в штурме Праги 24 октября; в этот же день произведён в прапорщики. 14 ноября 1795 года был назначен полковым адъютантом, а 5 декабря 1796 года уволен по болезни от службы с чином подпоручика, соответствующим званию полкового адъютанта.
16 апреля 1797 года он был определён в Московский университет преподавателем немецкого языка с переименованием в провинциальные секретари. Преподавал немецкий язык также в старшем классе Екатерининского института (1806—1816) и в университетском благородном пансионе (1815 — 10 мая 1824 года).
В октябре 1821 года И. Ф. Гильфердинг был произведён в коллежские советники.
Ему принадлежит перевод с французского: «Истинные начала французского языка, почерпнутые из сочинений знаменитейших писателей аббатом Моазаном» (Москва, 1804 г.).
Иван Фёдорович Гильфердинг умер 10 (22) февраля 1836 год и был погребён в Москве на Введенском кладбище (могила утрачена).

## Семья
Был женат на Виктории Матвеевне Ге (Gay). Их дети:
- Фёдор (1798—1864) — тайный советник, отец известного слависта Александра Фёдоровича Гильфердинга.
- Анна (1798—1834)
- Александр (1800—1816)
- Варвара (1802—1847)
- Аделаида (1804—1878)
- Павел (1806—1816)
- Николай (1812—1862)
- Пётр (1813—?)